# Stane Krstulović
Stane Krstulović (Spalato, 17 ottobre 1929 – Spalato, 14 aprile 2012) è stato un calciatore jugoslavo, di ruolo centrocampista.

## Biografia
Nato nella città dalmata il 17 ottobre 1929 a vent'anni iniziò la carriera calcistica.
Conclusa la carriera calcistica fu insegnante di storia alle scuole elementari, l'ex giocatore di basket Dino Rađa affermò di essere stato suo alunno e che probabilmente la passione per la storia gli fu trasmessa proprio da lui.
Morì a Spalato il 14 aprile 2012 a 83 anni in seguito ad un incidente stradale.

## Carriera
Esordì con i majstori s mora il 15 maggio 1949 nella partita casalinga di campionato contro il Ponziana, nella quale partì da titolare e andò anche a rete.
Con la maglia dell'Hajduk Spalato giocò un totale di 305 partite con 119 reti segnate, inoltre vinse due campionati jugoslavi.
Famosa è la tripletta che fece a Zagabria contro il Lokomotiva Zagabria nella vittoria per 4 a 2, che valse la vittoria del campionato jugoslavo 1952.
Nel 1958 si trasferì nell'altra squadra cittadina, il RNK Spalato, dove fu uno dei migliori giocatori. L'avventura con i crveni terminò nel 1961, quando si ritirò dal calcio giocato.

## Palmarès
- Campionato jugoslavo: 2

Hajduk Spalato: 1950, 1952